# Mỹ Nhơn
Mỹ Nhơn là một xã thuộc huyện Ba Tri, tỉnh Bến Tre, Việt Nam.
Xã Mỹ Nhơn có diện tích 9,42 km², dân số năm 1999 là 6.648 người, mật độ dân số đạt 706 người/km².